# 銅鼓戰鬥 (北洋政府時期)
銅鼓戰鬥發生於1926年9月13－13日，地點則是在中國贛西一帶，是國民革命軍北伐戰爭的戰鬥之一。銅鼓戰鬥的交戰雙方，一方為國民革命軍，另一方為蘇四師。

## 參看
- 中華民國北洋政府時期內戰戰鬥列表